# Forêt de Brotonne

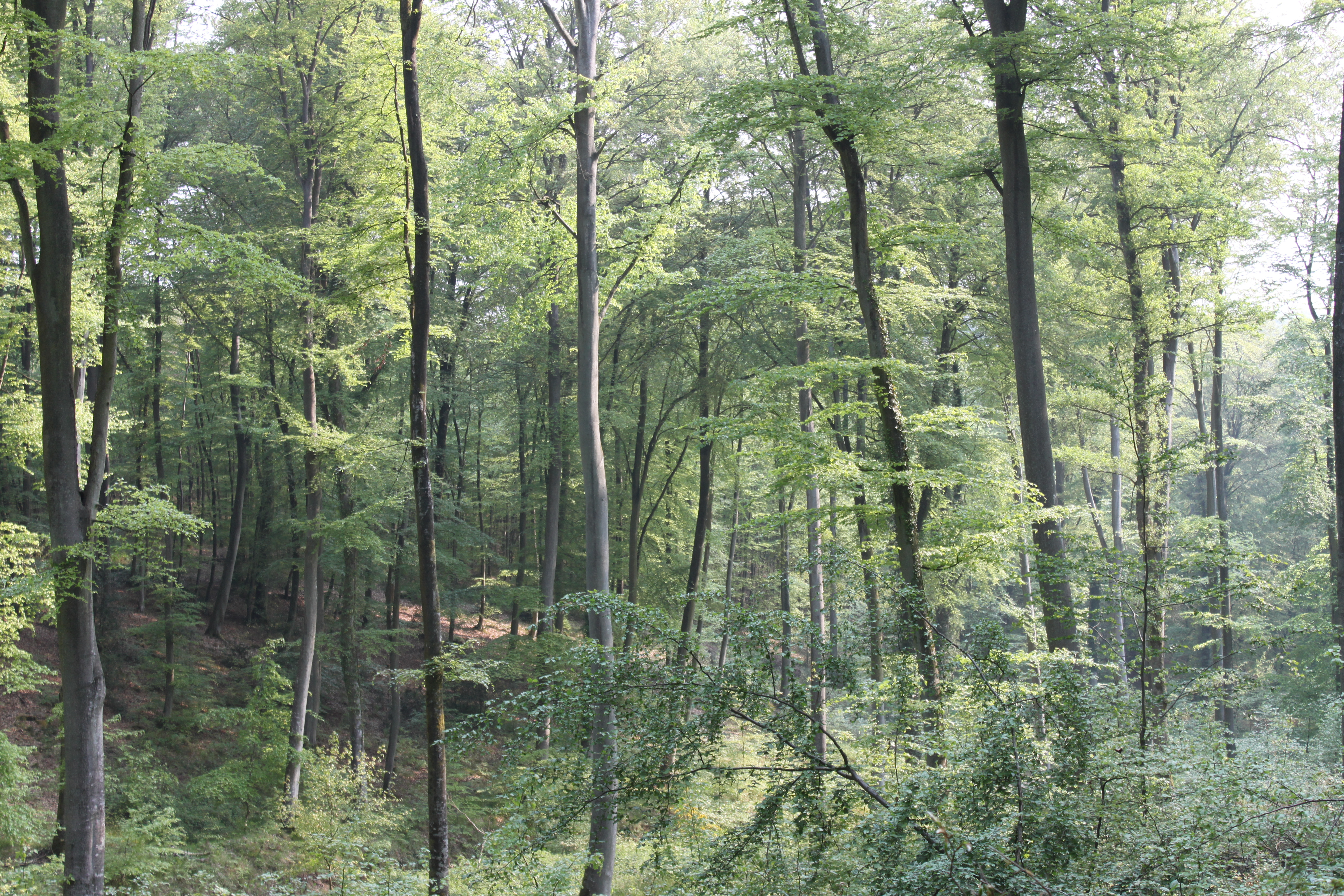
Vista en el interior de la forêt domaniale de Brotonne.

La forêt de Brotonne (bosque de Brotonne), en Francia, está situado al oeste de Rouen en un vasto meandro del río Sena, con acceso por la pont de Brotonne.
Es una parte del parque natural regional "Des Boucles de la Seine normande" (parque natural Regional de Boucles de la Seine normande), que permite la protección de un gran espacio natural; se extiende desde el extrarradio de Rouen a la comuna de Marais-Vernier.

## Situación

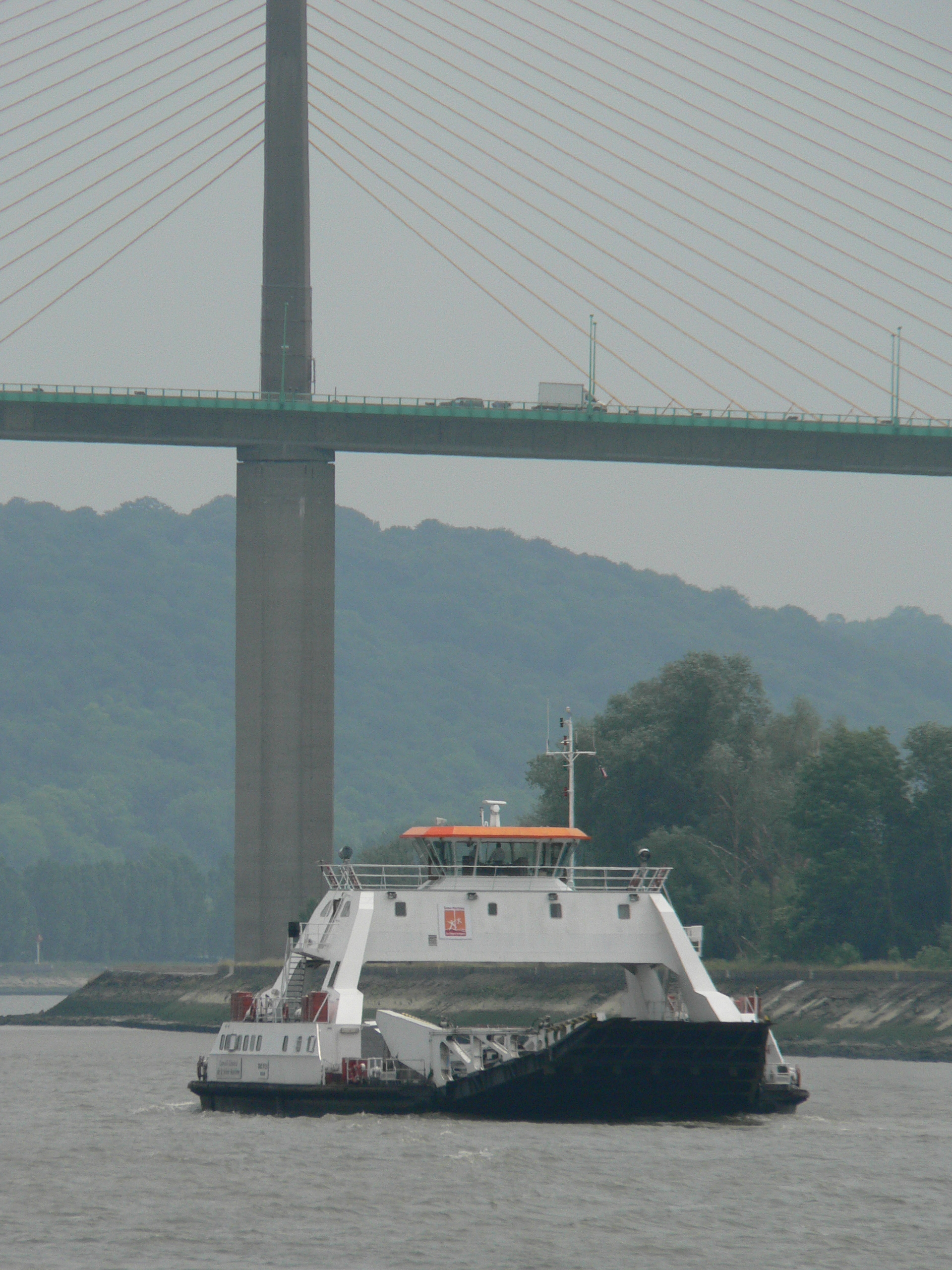
El Pont de Brotonne enlaza Rouen con el gran bosque de Brotonne

El bosque abarca un área de 12 kilómetros largo y 10 km de ancho, y está dividido por múltiples caminos forestales. Contiene más de noventa especies de árboles, sobre todo robles y hayas. 
La sección de propiedad estatal cubre más de 6700 hectáreas (de un total de 7200 Hectáreas).
Es uno de los mayores bosques de hayas en Francia, con un 62 % de su superficie cubierta de hayas. Además de hayas y robles, el bosque también contiene pinos silvestres y carpes.
El bosque contiene también un molino de viento (el moulin-tour de Hauville) y una casa comunal (four à pain) de La Haye-de-Routot. 
El límite occidental del bosque está bordeado por la autopista A131.

## Historia
Durante el período romano antiguo, el resto de los bosques primarios fueron talados (aunque la deforestación ya había comenzado muy probablemente durante el Período Neolítico) con el fin de construir grandes fincas que constan de varias granjas vinculadas a las nuevas ciudades que crecían a lo largo de las orillas del río Sena, junto con un nuevo palacio llamado Le Palais d'Arelaune. Algunas de las casas construidas durante este período median hasta 150 m de largo y 80 m de ancho y estaban decoradas con elegancia.
En la entrada del bosque, en el otro lado del Sena fue construida la abbaye de Fontenelle durante el reinado de Clovis II, lo que marcó el inicio de la evangelización en la zona. 
Más tarde, durante el reinado de Thierry III, Condède, un santo ermitaño Bretón se trasladó a una isla en el bosque, donde vivió durante quince años, atrayendo a un número de peregrinos que siguieron llegando incluso después de su muerte a visitar su tumba.

## Distinción
La asociación A.R.B.R.E.S. y la Office national des forêts (ONF) han establecido un acuerdo de colaboración desde el año 2002 para trabajar conjuntamente en un proceso de preservación y reconocimiento del valor de los árboles notables en el territorio francés. 
El « Chêne Cuve » (Roble Cuve) en la "forêt domaniale de Brotonne" ha sido etiquetado en 2007 como uno de los « arbres remarquables de France »